# ノア・ファディガ
ノア・ファディガ（Noah Fadiga、1999年12月3日 - ）は、ベルギー・ブルージュ出身のサッカー選手。スタッド・ブレスト29所属。ポジションはMF。

## クラブ経歴
2015年、RSCアンデルレヒトからクラブ・ブルッヘの下部組織に移り、2018-19シーズンには数回のトップチームベンチ入りも経験した。2019-20シーズン、FCフォレンダムに1シーズンのレンタルに出された。2019年8月9日、ヘルモント・スポルト戦でデビューし、このシーズン、リーグ戦24試合に出場し1得点を記録。オランダメディアFCUpdateが選出するエールステ・ディヴィジ若手ベストイレブンに選ばれた。
2020年7月19日、ヘラクレス・アルメロと3年契約を交わした。